# Географія Німеччини

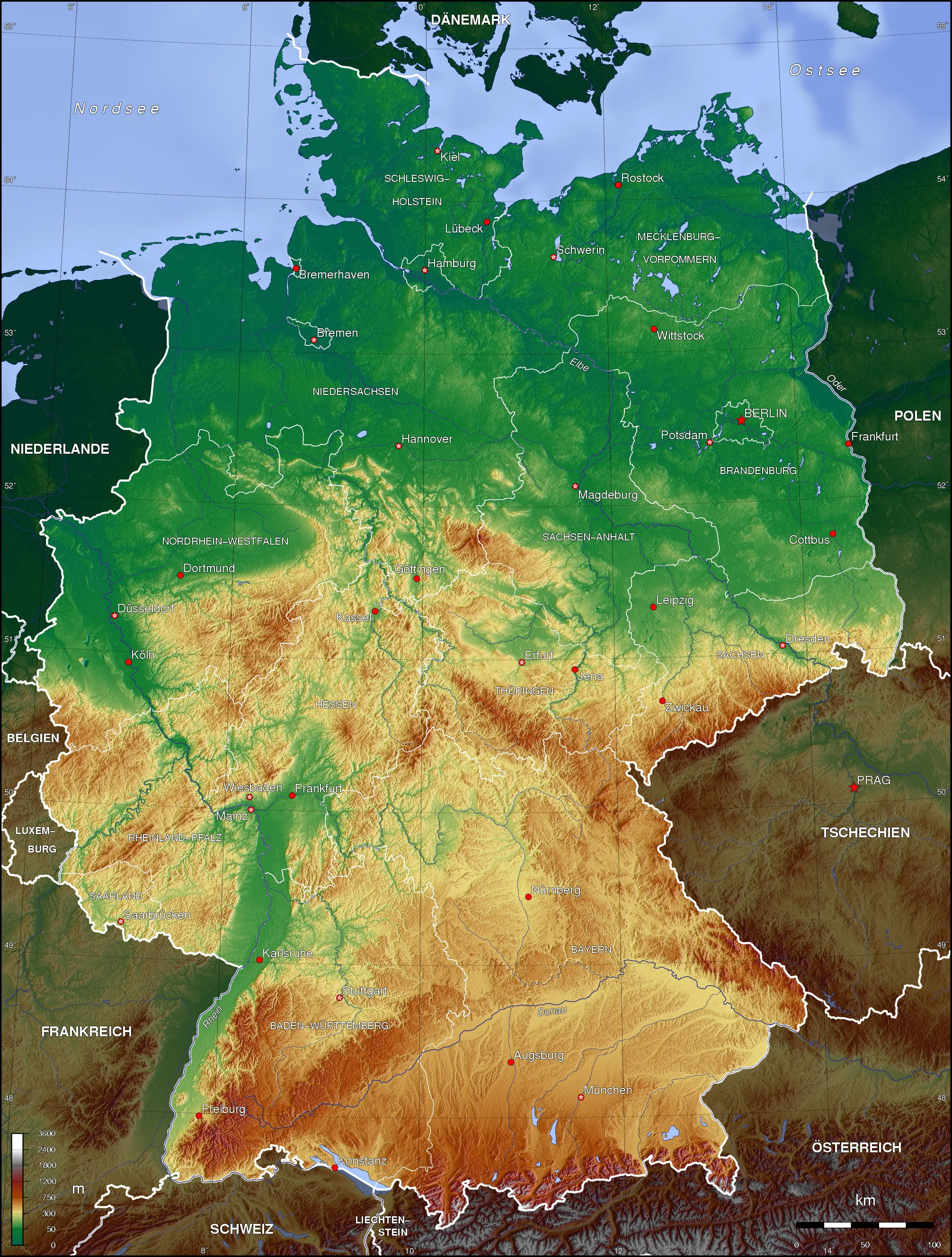
Фізична карта Німеччини

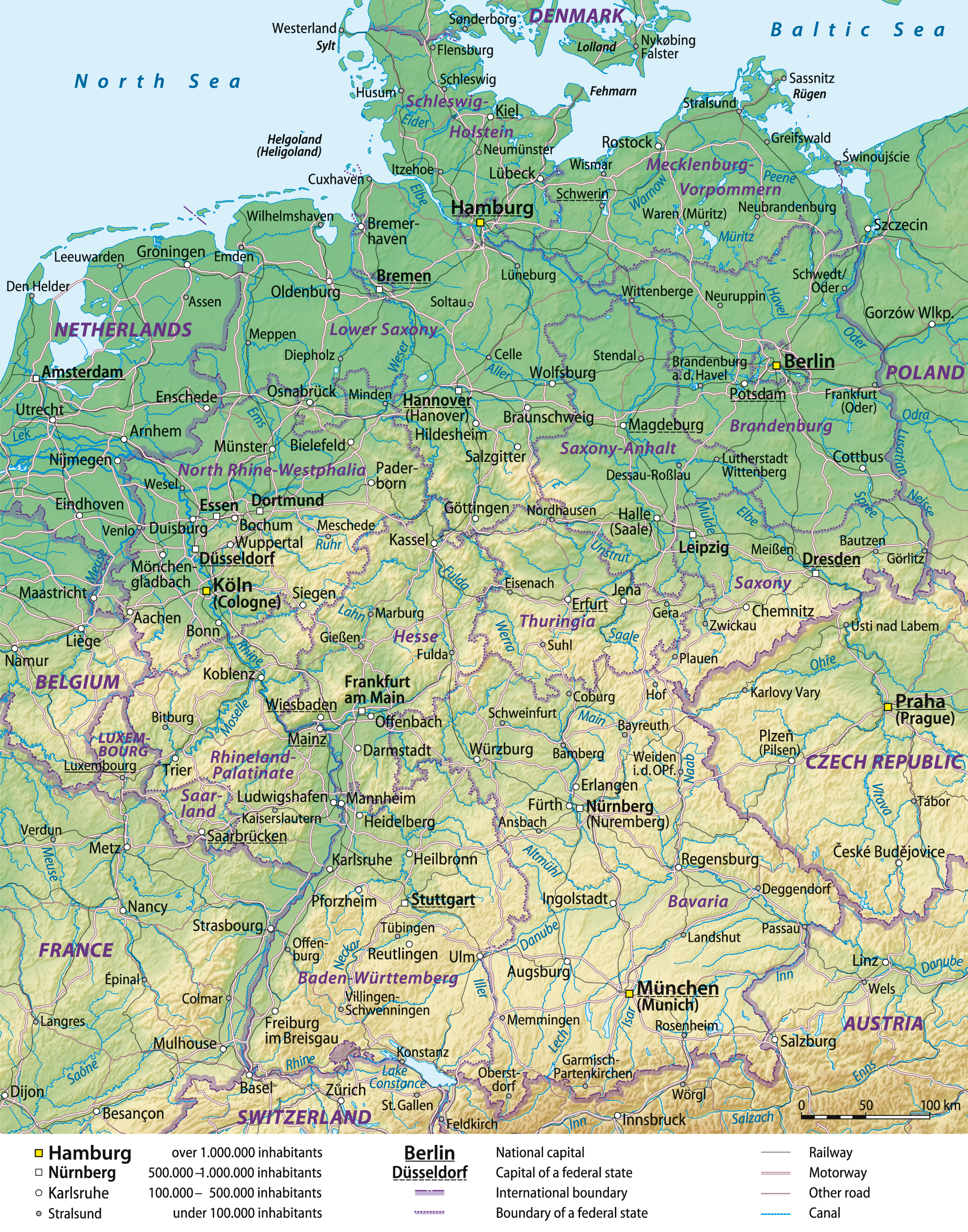
Карта Німеччини

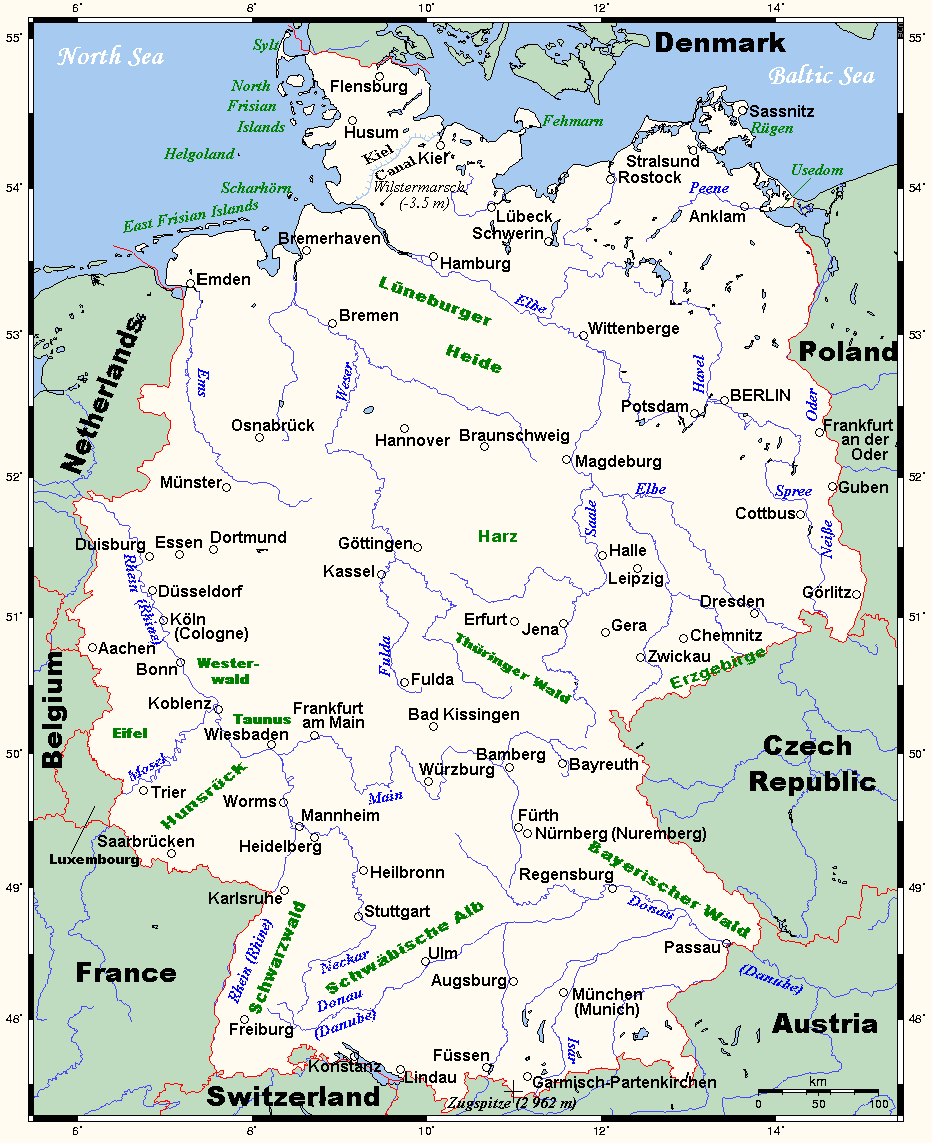
Основні річки Німеччини

Німеччина — одна з найбільших країн Центральної Європи, яка вирізняється різноманіттям природних умов і ландшафтів. Її географія охоплює північні рівнини, середньовисотні гори в центрі та Альпи на півдні. Країна має густу річкову мережу, вихід до Північного та Балтійського морів і сприятливий, переважно помірно-континентальний клімат.

## Географічне положення
Німеччина — федеративна держава в центрі Європи. Держави, які мають спільний кордон з Німеччиною — на півночі Данія (68 км), на заході — Нідерланди (577 км), Бельгія (167 км), Люксембург (191 км) та Франція (451 км), на півдні — Швейцарія (334 км), Австрія (784 км) і Чехія (646 км), а на сході — Польща (456 км). На півночі омивається Балтійським та Північним морями.

## Рельєф
На території Німеччини знаходиться Північнонімецька низовина, Середньовисотні гори, Швабсько-Баварська височина (альпійське передгір'я) та Альпи.
Середньовисотні німецькі гори (висота перевищує 1000 м над рівнем моря) — це частина широкої гірської дуги, яка тягнеться від центральної Франції аж до центральної Польщі, до якої належать Гарц, Туринський Ліс та Рудави.
На півдні Баварське плоскогір'я тягнеться до північних схилів Альп. Найвищою точкою країни є гора Цуґшпітце (2963 м над рівнем моря).
Рельєф країни підвищується з півночі на південь. На півночі країни — Північнонімецька низовина з мореними горбами і ділянками зандрового рельєфу, південніше — височини, низькі і середньовисотні гори (600–800 м, іноді до 1400 м), — Гарц, Рейнські Сланцеві гори, Шварцвальд, Чеський Ліс, Шумава та ін. На півдні — Баварське плоскогір'я, обрамоване передовими хребтами Альп (найвища точка країни — гора Цуґшпітце висота 2963 м).

## Гідрографія
Біля кордону із Швейцарією знаходиться найбільше озеро Німеччини, Боденське озеро, з якого бере свої витоки річка Рейн. Великі озера — Боденське, Гім та ін. розташовані в передгір'ях Альп, багато дрібних озер льодовикового походження — на Північно-Німецькій низовині.
Найдовша європейська річка Дунай бере свої витоки в німецьких горах Шварцвальд. Головні річки Німеччини — це Рейн, Ельба, Дунай, Одер, Варнов, Везер.

## Клімат
Клімат помірний, на півночі морський, в інших районах країни перехідний до континентального.

## Ландшафти і фізико-географічне районування
Німеччина розташована в центрі Європи на перехресті географічних поясів і природних зон. Характерною особливістю ландшафтної структури країни є поєднання рівнинних приморських територій, середньогірських масивів і величних альпійських вершин, які сформувались під впливом складної геологічної історії та кліматичних умов. За фізико-географічним районуванням Німеччина належить до Центральноєвропейської фізико-географічної країни. 
Територію Німеччини можна поділити на 3 великі фізико-географічні області:
- Північна Німецька низовина. Займає близько 30 % площі країни, тягнучись від узбережжя Північного та Балтійського морів до підніжжя середньогірських масивів. Вона сформована під час останнього зледеніння, про що свідчать моренні пагорби, зандрові рівнини, дюнні поля, численні озера та заболочені ділянки. Клімат океанічний, із м'якими зимами та прохолодним літом. Первинно тут переважали хвойно-широколистяні ліси (дуб, бук, сосна), але сьогодні більшість площ зайнята агроландшафтами. Виділяють 3 підобласті: 1) Узбережжя Північного моря (характерні припливно-відпливні рівнинні ландшафти, піщані коси та солончаки); 2) Узбережжя Балтійського моря (моренні пагорби та лагуни, фіорди); 3) Внутрішні рівнини (агроландшафти, соснові ліси на піщаних ґрунтах і торф'яні болота).
- Середньонімецькі гори. Область складається з низки гірських масивів і височин середньої висоти (400—1200 м), розділених долинами річок. Найвідоміші серед них є Шварцвальд (відомий хвойними лісами та глибокими долинами), Гарц (висота до 1142 м), Рудні гори (на кордоні з Чехією), Рейнські Сланцеві гори (формують долину Рейну), Тюринзький Ліс та Фіхтельгебірге. Клімат прохолодніший, особливо на західних навітряних схилах, кількість опадів 800—1200 мм/рік. Ландшафти: середньогір'я з густими буковими та смерековими лісами, трапляються торф'яники та високогірні луки; в долинах річок Рейн, Мозель і Ельба поширені виноградники та інші агроландшафти.
- Альпійська область. Область охоплює хвилясте передгір'я,  яке поступово переходить у Баварські Альпи. Гірські хребти на території Німеччини не перевищують 3000 м, але тут розташована найвища вершина країни — Цугшпітце (2962 м). Клімат різко контрастний, із прохолодним літом, довгою і сніжною зимою, кількістю опадів до 2000 мм на рік. Нижні схили вкриті хвойними та мішаними лісами. Вище 1500 м розташовані альпійські луки та субальпійські чагарники. Вище 2000 м переважають кам'янисті гірські ландшафти.

### Природні зони і висотна поясність
Завдяки своєму географічному положенню, Німеччина охоплює 4 природні зони, а на півдні країни, де піднімаються Альпи, простежується чітка висотна поясність.
Зона мішаних і широколистяних лісів. Охоплює частину районів в центрі та на заході країни, включаючи Середньонімецькі гори, а також північні схили Альп. Клімат помірно теплий і вологий, що сприяє росту багатих лісових угруповань. Переважають бурі лісові ґрунти, дерново-підзолисті та буроземи. Основними лісотвірними породами є дуб звичайний, бук лісовий, ясен, клени; у підліску росте ліщина, бузина, глід. У минулому великі території були вкриті густими лісами, але значна їх частина згодом була вирубана та перетворена на сільськогосподарські угіддя. Наразі ліси займають близько 30—32 % території Німеччини, причому на багатьох ділянках їх замінено культурними насадженнями хвойних порід, зокрема ялини та сосни.
Зона широколистяних лісів. Охоплює більшість рівнин і передгір'їв центральної та західної частини країни. Клімат тут найбільш сприятливий для розвитку теплолюбних деревних порід, зокрема бука і дуба. Найпоширенішими тут є букові формації. 
Зона хвойно-широколистяних лісів. На схід від Ельби, у Баварії та в гірських районах переважають мішані ліси з домінуванням хвойних дерев. Це пояснюється більш континентальним кліматом та наявністю гірських масивів. Тут поширені дерново-підзолисті, бурі лісові та гірсько-лісові ґрунти. Основні лісоутворюючі породи: ялина, сосна, модрина, бук, береза та дуб.
Прибережно-морська зона Охоплює Північну Німеччину, особливо узбережжя Північного та Балтійського морів із специфічні природними ландшафтами. Тут поширені піщані дюни, прибережні болота, солончаки та приморські луки. Рослинність переважно галофітна з домінуванням солелюбних трав, осок, морських злаків та очерету.
Висотна поясність чітко проявляється в Альпах та інших гірських районах на півдні країни:
- передгірний пояс (до 600—800 м; ґрунти бурі лісові; тут ростуть широколистяні та мішані ліси з дуба, бука, клена, ялини);
- гірсько-лісовий пояс (800—1500 м; переважають хвойні ліси з ялини, модрини, ялиці; рослинність стає більш розрідженою, з'являються гірські луки);
- субальпійський пояс (1500—1800 м; ґрунти гірсько-лугові та кам'янисті; поширені чагарникові угруповання, карликова сосна, ялівець, рододендрон);
- альпійський пояс (1800—2500 м; панують альпійські луки із злаковим різнотрав'ям);
- нівальний пояс (вище 2500 м; пояс представлений скелями, льодовиками та ділянками вічного снігу; рослинність дуже бідна, складається переважно з лишайників та мохів).

### Ландшафти

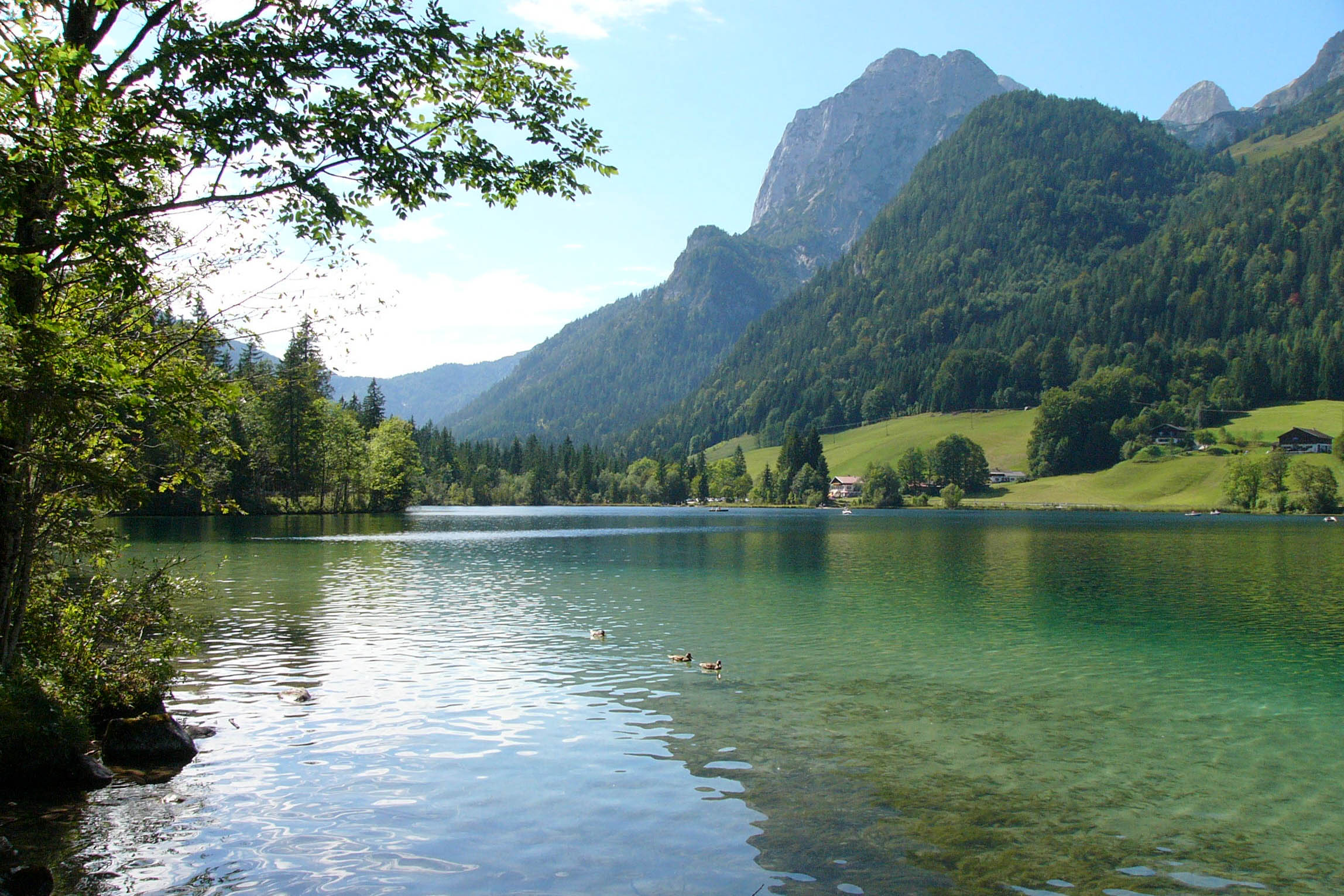
Альпи в Баварії

Основними типами ландшафтів, поширеними на території Німеччини є: 1 — приатлантичні широколистянолісові; 2 — центральноєвропейські широколистянолісові (підтипи: північні центральноєвропейські широколистянолісові, південні центральноєвропейські широколистянолісові). 
Типи ландшафтів країни представлені 21 групою ландшафтів: 1 — низинні приморські акумулятивні рівнини; 2 — низинні алювіальні рівнини передгірних і міжгірних западин, долини великих річок; 3 — низинні еолові рівнини; 4 — низинні зандрові рівнини; 5 — низинні моренні рівнини області останнього зледеніння; 6 — низинні моренні рівнини з друмлинами на вапняковій основі; 7 — низинні рівнини і горбисті височини області максимального зледеніння; 8 — горбисто-моренні височини області останнього зледеніння; 9 — низинні й височинні лесові рівнини; 10 — височинні пластові рівнини та куести на кайнозойських і мезозойських відкладах; 11 — високі передгірні пластові рівнини на триасових пісковиках; 12 — високі вапнякові куести і карстові плато; 13 — високі передгірні плато Альпійського поясу з льодовиковою та водно-льодовиковою акумуляцією; 14 — горбисті передгір'я Альпійського поясу; 15 — цокольні височини на палеозойських структурах; 16 — цокольні плоскогір'я герцинської платформи на кристалічних породах; 17 — складчасто-глибові герцинські низько- і середньогір'я; 18 — складчасті флишеві гори Альпійського поясу; 19 — вапнякові карстові гори Альпійського поясу; 20 — гори на кристалічних породах Альпійського поясу; 21 — вулканічні плато та гори.